# Fabius (Sänger)

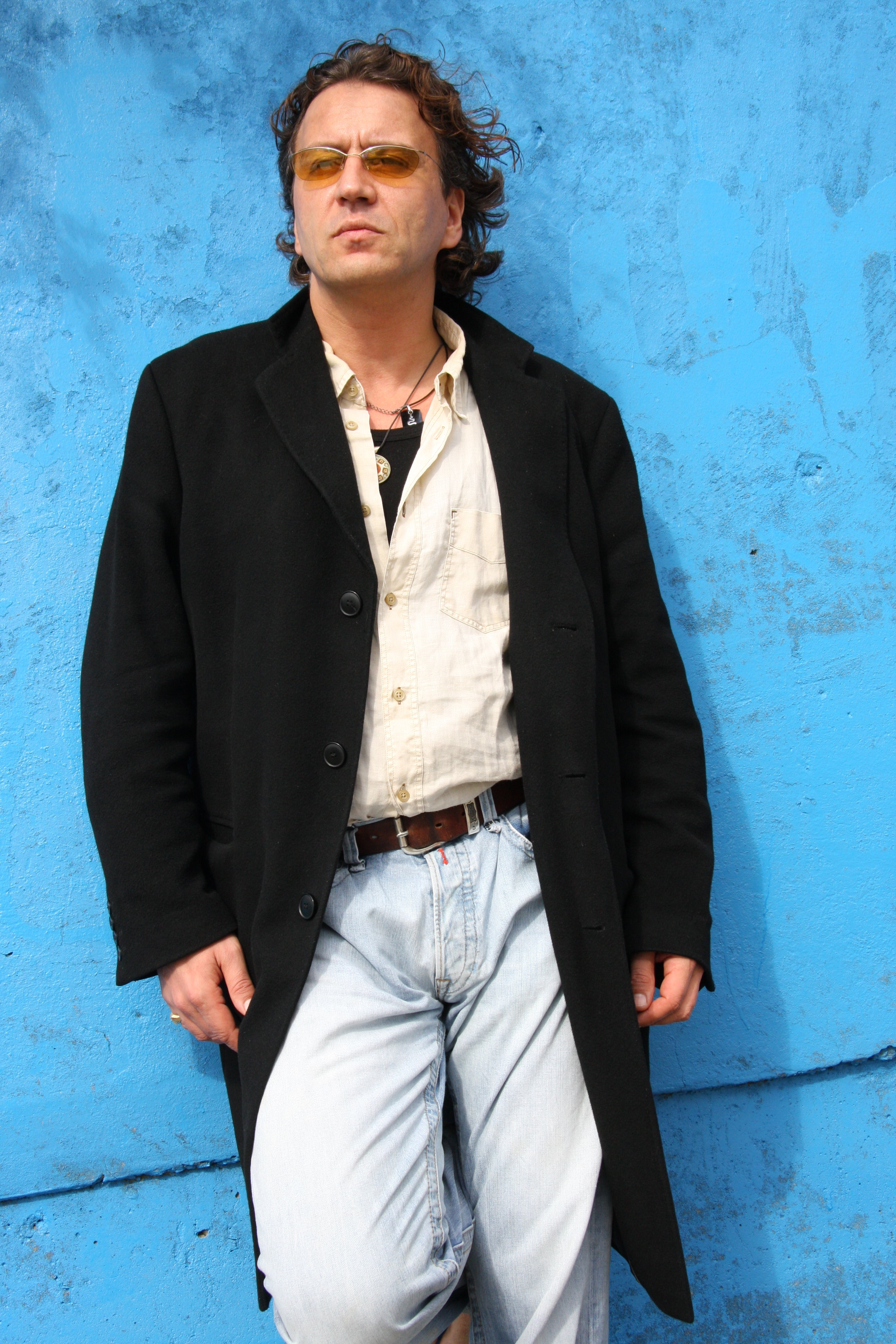
Fabrizio Barile, 2009

Fabrizio Barile (* 9. März 1966 in Hamburg-Eppendorf) ist ein italienisch-deutscher Sänger, Schauspieler, Musicaldarsteller, Musikproduzent und Podcaster. Bekannt wurde er unter den Künstlernamen Gino D'oro, Di Matteo Party Pa Ti, Apulia und Fabius.

## Leben
Bariles Mutter Margarethe Barile (geb. Bostelmann, 1937–2014) war eine ungarische Sängerin, sein Vater Vincenzo Barile (1921–2004) war Trompeter in einem großen Orchester. Sein Vater brachte ihm das Notenlesen bei, später lernte er das Gitarrenspiel bei dem Hamburger Gitarristen Wolfgang Sommerfeld. Im Jahr 1978 gründete er seine erste Schulband „The Little Teddys“. Zwischen 1978 und 1981 absolvierte Barile ein freiwilliges Praktikum in diversen Hamburger Tonstudios, darunter das Star Studio von Ralph Arnie, wo er erste Erfahrungen im Musikproduzieren sammelte. Dort lernte er den Produzenten Otto Demler kennen, der mit ihm erste deutschsprachige Musikaufnahmen machte.
Im Jahr 1985 veröffentlichte Barile den Titel Violinista im Duo mit der Violinistin Anita Pliszczynski über Metronom. Im selben Jahr erschien Diavolo – One of this Nights als Di Matteo bei Polydor. Unter dem Namen Gino D'oro brachte er zahlreiche Schlager und Disco-Titel heraus, darunter den bekannten Song Engel der Nacht (1986), der von Elmar Kast und Joachim Horn-Bernges produziert wurde. Es folgten über 50 Veröffentlichungen, darunter auch Duette mit Peter Sebastian (als „Die 2wei“) und Gaby Baginsky.
Neben seiner Schlagerkarriere schrieb Barile Lieder für Claudia Jung, Ireen Sheer und Dunja Rajter. Ab den 2000er Jahren begann er unter dem Namen Fabius plattdeutsche Popmusik zu veröffentlichen, darunter die Alben Ik Leev – Dat Kotte Album und De Dag ward noch goot.

## Theater- und Musicalkarriere
Barile war auch als Schauspieler in Musicals und Theaterstücken tätig. Eine Auswahl an Rollen sind:
- Magaldi in Evita (Bremen, mit CD-Veröffentlichung)
- Jäger in SnoWhite von Frank Nimsgern (Aufführungen in Bonn und später in Neunkirchen/Saar, ARD-Aufzeichnung)
- Captain Schwarzbart in Wasserphantasie (am Weiher in Neunkirchen/Saar)
- Dracula in Dracula – The Vampires are back
- Feller in Der keusche Lebemann
- Steve Fromtehill in Let's Twist (Holstenwall Theater in Hamburg)
- Fabrizio in Ti Amo – Heiße Liebe, zarter Schmelz (Neue Theater am Holstenwall)
- Paul Rosenherz in Jailhouse – Rock 'n' Roll befreit
- Bauer Bernd in Wi rockt op Platt (Ohnsorg-Theater)
- Titelrolle in De Vetter ut Dingsda (Ohnsorg-Theater)

## Podcast
2023 gründete Barile zusammen mit seiner Lebenspartnerin Tanja Rübcke den Podcast Backstage im Keller. Der Podcast behandelt faszinierende Geschichten und Kriminalfälle aus der Theaterwelt, einschließlich mysteriöser und historischer Begebenheiten hinter den Kulissen.

## Diskografie (Auswahl)
| Titel                                          | Jahr | Bemerkung                                  | Plattenfirma           |
| ---------------------------------------------- | ---- | ------------------------------------------ | ---------------------- |
| Violinista                                     | 1985 | Als Duo Violinista                         | Metronom               |
| Diavolo                                        | 1985 | Di Matteo                                  | Polydor                |
| Aber dich gibt's nur einmal für mich           | 1989 | als "Die Zwei" (mit Peter Sebastian)       | Constar                |
| Walzer der Rose                                | 1990 | als "Die Zwei" (mit Peter Sebastian)       | Constar                |
| Auf uns're Art                                 | 1990 | als "Die Zwei" (mit Peter Sebastian)       | Constar                |
| Ti Amo, Ti Amo                                 | 1991 | Im Duett mit Gaby Baginsky                 | Koch International     |
| Viel zu Heiß                                   | 1992 | Im Duett mit Gaby Baginsky                 | Koch International     |
| Ohne Liebe stirbt jede Seele                   | 1993 | Album                                      | Koch International     |
| Jenseits der Nacht                             | 1996 | Album                                      | Koch International     |
| Auf uns're Art (V2)                            | 1999 | Album als "Die Zwei" (mit Peter Sebastian) | toi, toi, toi Records  |
| We are going to Barbados                       | 1999 | Als Party Pa Ti                            | toi, toi, toi Records  |
| De Dag ward noch goot                          | 2008 | Als Fabius                                 | Wunderkind Records     |
| Ik Leev – Dat Kotte Album                      | 2008 | Als Fabius                                 | Wunderkind Records     |
| Papa is al dor                                 | 2008 | Als Fabius                                 | Bohemian Sound Records |
| Mien lütt Huus                                 | 2009 | Als Fabius                                 | Bohemian Sound Records |
| Ich werde bei dir sein (Wir sind keine Helden) | 2022 | Als Gino D'oro                             | Bohemian Sound Records |
| Du machst mir immer wieder Mut                 | 2022 | Als Gino D'oro                             | Fiesta Records         |

## Besondere Ausstellungen
Bariles fotografische Werke wurden im Hamburger Polizeimuseum ausgestellt, wo seine Lenticulardrucke (Wickelbilder) Teil einer besonderen Ausstellung waren. Es gibt dazu einen Ausstellungskatalog.